# Her Name Is Nicole
Her Name Is Nicole este un album nelansat de cântăreața americană Nicole Scherzinger cu Interscope Records. Inițial planificat să fie lansat pe 16 octombrie 2007, albumul a fost amânat pentru 12 noiembrie, din cauza succesului slab al single-ului "Whatever U Like" (cu TI.), produs de Polow da Don. Piesele „Baby Love”, „Supervillain” și „Puakenikeni” au fost lansate ca al doilea, al treilea și, respectiv, al patrulea single, dar au avut un impact redus. Ca urmare, albumul a fost arhivat la nesfârșit. Cântăreața a înregistrat între 75 și 100 de melodii pentru acest proiect, unele dintre ele fiind revizuite și terminate pe ambele albume ale The Pussycat Dolls. Printre cei care au lucrat cu ea în studio s-au numărat producătorii Akon, Gary Lightbody, Dr. Dre, Ne-Yo, TI., Timbaland, Will.i.am și Kanye West.
Cunoscută în întreaga lume ca lider al grupului feminin Pussycat Dolls, Nicole a început să-și planifice albumul după lansarea primului album, PCD (2005). Cu o gamă largă de producători și compozitori, albumul a avut mai multe formulări și mai multe date de lansare, prima dintre acestea fiind anunțată în 2007, apoi a fost semnalată o posibilă lansare pentru octombrie 2008, dar odată cu lansarea celui de-al doilea album al grupului, lansarea albumului a fost din nou anulată.
În 2009 s-a anunțat că Nicole a revenit la proiect pentru albumul ei solo și că ar trebui lansat în același an. Cu toate acestea, albumul nu fusese lansat. În anul următor, 2010, a fost prezentată o nouă piesă ca posibil single de pe album, "Nobody Can Change Me", care nu a fost lansată oficial. Ulterior, Scherzinger a spus că va renunța la proiectul „Her Name Is Nicole” și va dezvolta un nou album care, potrivit producătorului RedOne, este deja gata.

## Înregistrare și producție
Din 2006 până la sfârșitul anului 2007, Nicole Scherzinger a lucrat la albumul ei de debut, Her Name Is Nicole, scriind 75 până la 100 de melodii pentru albumul care ar fi trebuit să fie lansat în 2007. Data a fost modificată ulterior la 16 octombrie 2008, urmând să fie anunțată o posibilă lansare în 2009, înainte de a fi depusă. Într-un interviu acordat MTV, Nicole a spus că „la Pussycat Dolls, se simte întotdeauna ca o„ super femeie ”. Dar, acesta este doar unul dintre alter ego-urile mele. Am o latură romantică, o parte vulnerabilă, printre altele, și toate apar pe albumul meu ". Albumul a făcut-o pe Nicole să lucreze cu o listă largă de producători și compozitori, dintre care unii au lucrat deja cu cântăreața la piesele pentru primul album The Pussycat Dolls.

## Cântece
„Just Say Yes”, un cântec care amestecă blândețe și încetineala cu pulsație și ritm electronic, a fost interpretat de Nicole Scherzinger în cadrul reality show-ului „Pussycat Dolls Present: Girlicious”. Produs de Gary Lightbody de la Snow Patrol, a fost speculat ca unul dintre piesele de pe album și confirmat pe 2 iulie 2007 de revista „Rap-Up”. Într-un interviu acordat canalului de muzică MTV, Nicole a spus despre entuziasmul ei pentru înregistrarea piesei, respinsă anterior de Gwen Stefani: "Sunt un mare fan al pieselor Snow Patrol. Este o melodie cinstită și adevărată". Ne-Yo i-a oferit lui Nicole două cântece, dintre care una a fost „Happily Never After”, o baladă lentă în care Scherzinger consideră că este important pentru tineri ca „un stimulent ce merită ceva mai bun”. Piesa fusese scrisă pentru Britney Spears și urma să apară pe albumul ei Blackout în 2007. Cealaltă piesă dată de Ne-Yo, este „Save Me From Myself”, în care Nicole Scherzinger a ajutat la compunere. Într-un interviu acordat AllHipHop, Nicole a comentat o melodie intitulată „March”, pe care o consideră „puternică”: „Melodia vorbește despre faptul să nu renunți niciodată la visele tale și de aceea am ajuns acolo unde sunt astăzi”. Timbaland, a produs piesa „Physical”, unde il puteți auzi și în cor. Piesa a fost prezentă în coloana sonoră a filmului „Fantastic Quartet and the Silver Surfer”. Pe lângă acestea, piesa „When You're Falling”, „Power’s Out”, in duet cu Sting, „I Miss You”, scrisă de Pharrell Williams și produsă de The Neptunes, ar trebui să fie prezente pe album.

## Single-uri
Sean Garrett și Polow Da Don au lucrat la primul single de pe album, lansat la 28 iulie 2007, intitulat „Whatever U Like”, care a avut participarea rapperului T. I. În ciuda faptului că a avut doi producători importanți, piesa a reprezentat un eșec comercial major, ajungând pe poziția 57 pe topul canadian. Acest lucru a făcut-o pe Nicole să meargă pe cealaltă direcție (romantică), lansând pe 6 august 2007 „Baby Love”, care a avut și o participare specială, dar de data aceasta de la Will.i.am, care lucrase deja cu Nicole în PCD. Puțin diferit de prima melodie, „Baby Love” a avut o performanță comercială considerabilă, în ciuda criticilor aduse asemănării melodiei cu „Stickwitu” a Pussycat Dolls, ocupând poziții bune în SUA , Germania, Slovatia, Topuri italiene  și Brazilia, de exemplu. Dintre single-urile solo lansate de cântăreață, „Baby Love”, a fost cel mai promițător, fiind singurul care a ajuns în Top 15 în majoritatea țărilor, inclusiv în Regatul Unit și Europa continentală
Cel de-al treilea single de pe album, „Supervillain”, a fost descris ca având un „blocaj puternic cu un refren captivant” și a prezentat un interludiu de reggae și dancehall. Scris de Rock City și produs de Madd Scientist, a fost lansat pe iTunes SUA la 13 noiembrie 2007, dar nici „Supervillain" nu au putut să o ducă pe Nicole Scherzinger în topurile Statelor Unite, fiind considerată al doilea eșec. „Puakenikeni” (o floare din Hawaii), a fost aleasă de fanii Nicole pentru a fi al patrulea single de pe album, dar, în ciuda producției lui Akon, piesa a dus la al patrulea eșec al carierei cântăreței.

## Întârzierea și abandonarea proiectului
Îndoiala cu privire la lansarea viitoare a albumului a fost ridicată când Pussycat Dolls a lansat cel de-al doilea album Doll Domination, care conținea câteva melodii, înregistrate inițial de Nicole Scherzinger pentru proiect, fiind „Happily Never After” și „Who’s Gonna Love You ", care au fost adăugate la album neschimbate, în timp ce" When I Grow Up ", au primit adăugari de voci de sprijin de la restul grupului, înainte de a fi lansat ca single. În 2010, în timpul unui interviu acordat revistei „X Factor”, Nicole a spus că single-ul „I Hate This Part”, fusese destinat și albumului său solo. Producătorii de muzică Tricky Stewart și The-Dream au lucrat de asemenea cu Nicole pentru album. Cele două melodii sunt cunoscute: „Punch You In Your Sleep” și „I'm a Cheat”, care au fost „realocate” fostei soții a The-Dream, Christina Milian, pe care le-a înregistrat pentru albumul ei de studio, Elope, neeliberat încă. Pe lângă acestea, cântăreața, producătorul de muzică și compozitorul Keri Hilson, care a avut deja o implicare puternică cu grupul Pussycat Dolls, a scris piesa „Alienated”, însă când albumul a fost amânat, Hilson a reînregistrat piesa. , care a fost produs de Cory Bold și este prezent pe primul său album „In a Perfect World ... ". În septembrie 2009, s-a raportat că Gary Lightbody lucra la „Just Say Yes” și că piesa va fi lansată ca single de către trupa rock Lightbody Snow Patrol, ca single din compilația Up to Now, lansată pe 2 noiembrie din același an.
În ceea ce privește lansarea întârziată a albumului, Nicole a spus că "în ciuda a ceea ce alți oameni scriu, a fost decizia mea și în cele din urmă luată. De fapt, am pus doar câteva dintre melodiile mele pe albumul Pussycat Dolls, care urmează să fie lansat anul viitor. Fiind un album complet diferit de melodiile pe care le-am lansat, cum ar fi „Baby Love” și „Whatever U Like”, de exemplu. Încă lucrez la el - asta se întâmplă când ești perfecționist ". În aprilie 2009, Nicole a fost intervievată de revista Billboard, unde a vorbit despre relația ei cu celelalte Pussycat Dolls și despre planurile ei pentru grup și cariera ei. Ea a spus că "în prezent, albumul este în faza de scriere (scrierea melodiilor). Încă nu am început să înregistrez". În septembrie 2010, Nicole a spus că „a fost de fapt decizia mea de a nu-l elibera, cel puțin sub acel nume [Her Name Is Nicole]”. RedOne, producător de muzică pentru noul album al lui Nicole, a spus că "ultimul album al lui Nicole nu a fost niciodată lansat pentru că era ca un fast-food. A avut un gust bun, dar nu a fost consistent"